# Liveage
Liveage è il primo live pubblicato dalla punk band californiana Descendents, edito nel 1988 dalla SST Records

## Tracce
1. All - 0:12
2. I'm Not a Loser - 1:22
3. Silly Girl - 2:05
4. I Wanna Be a Bear - 0:41
5. Coolidge - 2:32
6. Weinerschnitzel - 0:09
7. I Don't Want to Grow Up - 1:19
8. Kids - 0:39
9. Wendy - 2:07
10. Get the Time - 2:59
11. Descendents - 1:41
12. Sour Grapes - 4:20
13. ALL-O-Gistics - 3:38
14. Myage - 1:55
15. My Dad Sucks - 0:36
16. Van - 3:01
17. Suburban Home - 1:30
18. Hope - 1:59
19. Clean Sheets - 3:01
20. Pervert - 2:11

## Formazione
- Milo Aukerman - voce
- Stephen Egerton - chitarra
- Karl Alvarez - basso
- Bill Stevenson - batteria